# Francisco I. Madero, Uxpanapa
Francisco I. Madero är en ort i Mexiko.   Den ligger i kommunen Uxpanapa och delstaten Veracruz, i den sydöstra delen av landet, 500 km öster om huvudstaden Mexico City. Francisco I. Madero ligger 71 meter över havet och antalet invånare är 178.
Terrängen runt Francisco I. Madero är huvudsakligen platt, men åt nordost är den kuperad. Runt Francisco I. Madero är det ganska glesbefolkat, med 29 invånare per kvadratkilometer. Närmaste större samhälle är Poblado 10, 17,7 km söder om Francisco I. Madero. Omgivningarna runt Francisco I. Madero är en mosaik av jordbruksmark och naturlig växtlighet.